# Ricky apu
A Ricky apu (eredeti spanyol címén: Papi Ricky) egy 2007-ben készült chilei telenovella. Főszereplői Jorge Zabaleta, Belén Soto és María Elena Swett. A 123 epizódból álló sorozatot Magyarországon a Zone Romantica csatorna sugározta.

## Történet
|  | Alább a cselekmény részletei következnek! |

Ricardo kicsi korától kezdve egyedül neveli nyolcéves lányát, Aliciát. Apa és lánya kapcsolatát még szorosabbá fűzték azok az évek, amikor hazájuktól távol, különböző országokban éltek. Miután egy állásajánlatot elfogadva a férfi lányával visszatér Chilébe, beleszeret Colombába, a csinos tanárnőbe. Aliciának nem tetszik az új barátnő, és elhatározza, hogy megkeresi apja számára az ideális társat, magának pedig a tökéletes mostohaanyát. A kislány nemsokára megismerkedik egy Catalina nevű nővel, aki meglehetősen felelőtlen életvitelt folytat, s akiről nem is sejti, hogy az édesanyja. Ricardo számára Catalina még most is sokat jelent, bár nem tagadja, hogy életének legsötétebb korszakaként emlékszik vissza a nővel töltött évekre. A találkozás alaposan összekuszálja mindegyik szereplő életét. Ricardo történetével párhuzamosan más, gyermeküket egyedül nevelő apák – özvegy, elvált és agglegény apák – sorsát is megismerhetjük…

## Szereposztás
| - Jorge Zabaleta – „Ricardo "Ricky" Montes” - Belén Soto – „Alicia Montes” - María Elena Swett – „Catalina Rivera” - Tamara Acosta – „Colomba Chaparro” - Silvia Santelices – „Matilde Ormazábal” - Juan Falcón – „Antonio Noriega” - Pablo Cerda – „Grecco Ovalle” - Katty Kowaleczko – „Úrsula Flores” - Ximena Rivas – „Trinidad de Garay” - Luis Gnecco – „Joaquín Garay” - María José Illanes – „Pascuala Chaparro” - Leonardo Perucci – „Genaro Chaparro” - Teresita Reyes – „Olga Mía Cuevas” - María Paz Greandjean – „Dolores "Lola" Meléndez” - Remigio Remedy – „Adonis López” - Héctor Morales – „Gabriel "Gabo" del Río” |  | - Aratxa Uribarri – „Macarena Garay” - Mario Hortón – „Valentín Carrasco” - Lorena Capetillo – „Amparo Marcos” - Francisca Gavilán – „Andrea Kuntz” - César Caillet – „Tomás Vidal” - Antonia Santamaría – „María Paz Spencer” - Jorge Yáñez – „Segundo Marcos” - Carmen Barros – „Julia "Julita" Merino” - Carmen Disa Gutiérrez – „Filomena Mena” - Alejandro Trejo – „Máximo Tapia” - Grimanesa Jiménez – „Fresia Huaiquimán” - Gonzalo Schneider – „Javier Noriega” - José Tomás Guzmán – „Luis "Luchín" Marcos” - Josefina Dumay – „Minina Noriega Flores” - Manuel Antonio Aguirre – „Ignacio "Nacho" Garay” |